# Сем Гарріс
Сем Гарріс (англ. Sam Harris; нар. 9 квітня 1967) — американський публіцист, який активно цікавиться філософією, релігією та нейробіологією. Відомий, насамперед, як прихильник та популяризатор атеїстичного світогляду.

## З біографії
Його перша книга — «Кінець віри», що вийшла 2004 року та отримала нагороду «PEN/Martha Albrand Award 2005». Його твори друкуються в численних друкованих виданнях та на інтернет-форумах. Гарріс має ступінь бакалавра філософії Стенфордського Університету та докторський ступінь Каліфорнійського університету з нейробіології. Предметами його досліджень є використання магнітно-резонансної томографії для вивчення нейробіологічних основ віри, невіри та непевності. До цього Гарріс провів тривалі дослідження східних та західних релігійних традицій. Його друга книга — «Лист до християнської нації» — була видана у вересні 2006 року.
2010 року вийшла його книга «Моральний ландшафт», в якій Гарріс стверджує, що наука може допомогти прояснити багато моральних питань та поліпшити добробут людей. Книга була широко розкритикована, переважно за надто спрощений погляд на науку моралі й те, що містила мало нової інформації й лише пропонувала читачеві погляд на утилітаризм.

## «Кінець віри»
Сем Гарріс почав писати «Кінець віри» в часи, за його словами, «колективного горя і потрясіння» — після нападів 11 вересня 2001 року. Книга включає всебічну критику всіх стилів релігійної віри за те, що вони не прагнуть до поєднання й синтезу, а лише породжують конфлікти цивілізацій та перешкоджають створенню здорової світової спільноти.
У жовтні 2005 року книга «Кінець віри» увійшла до списку бестселерів «Нью-Йорк Таймс» під номером чотири, і залишалася в списку протягом 33 тижнів.

## Політичні погляди
Як ліберал, в північноамериканському розумінні, Сем Гарріс має бездоганну репутацію. Він виступає за прогресивне оподаткування, легалізацію наркотиків й дозвіл на одностатеві шлюби. Гарріс критикував адміністрацію Буша за марнотратство, за заборону на медичне використання стовбурових клітин, за методи ведення війни в Іраку тощо.

## Твори
- 2004 — Кінець віри (англ. The End of Faith).
- 2006 — Лист до християнської нації (англ. Letter to a Christian Nation).
- 2010 — Моральний ландшафт (англ. The Moral Landscape: How Science Can Determine Human Values).
- 2011 — Брехня (англ. Lying).
- 2012 — Свобода волі (англ. Free Will).